# Ostrý (berg i Tjeckien, Mellersta Böhmen)
Ostrý är ett berg i Tjeckien.   Det ligger i regionen Mellersta Böhmen, i den centrala delen av landet, 40 km sydväst om huvudstaden Prag. Toppen på Ostrý är 538 meter över havet, eller 99 meter över den omgivande terrängen. Bredden vid basen är 2,0 km.
Terrängen runt Ostrý är kuperad åt sydost, men åt nordväst är den platt. Runt Ostrý är det ganska glesbefolkat, med 38 invånare per kvadratkilometer. Närmaste större samhälle är Příbram, 15,0 km söder om Ostrý. I omgivningarna runt Ostrý växer i huvudsak blandskog.